# SpongeBob Squarepants Rock Bottom Plunge
SpongeBob SquarePants Rock Bottom Plunge (en français: Bob l'éponge - Le plongeoir de Rock Bottom) sont des montagnes russes localisées au parc Nickelodeon Universe dans le Mall of America, à Bloomington, dans le Minnesota, aux États-Unis. Ce sont des montagnes russes de type Euro-Fighter construites par Gerstlauer. Ce sont également les premières montagnes russes représentant Bob l'éponge, elles ont ouvert 15 mars 2008. 

## Historique
Le thème de ces montagnes russes est basé sur l'épisode  de la 1re saison intitulé Rock Bottom et représentant le chemin à 90° qu'empruntent Bob et Patrick pour se diriger vers la ville inhospitalière de Rock Bottom.